# Kispalád
Kispalád là một thị trấn thuộc hạt Szabolcs-Szatmár-Bereg, Hungary. Thị trấn này có diện tích 16,74 km², dân số năm 2010 là 526 người, mật độ 31 người/km².